# جي إم سي أكاديا

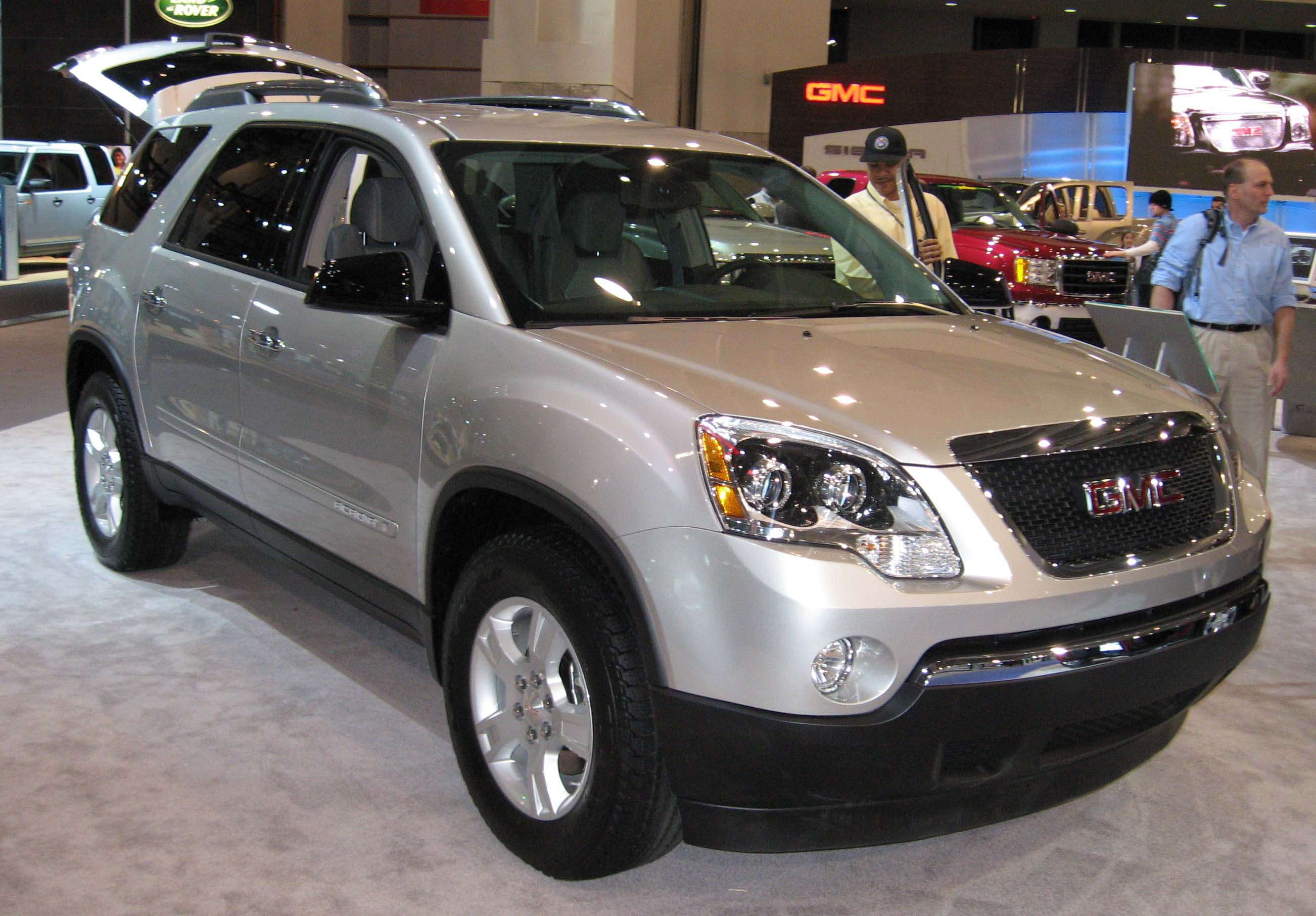
جي إم سي أكاديا الجديدة التي أنتجت في العام 2007م وحتى الآن

جي إم سي أكاديا بالإنجليزية (Acadia) هي مركبة رباعية الدفع وأمامية الجر تنتجها شركة جي إم سي التابعة لشركتها الأم جنرال موتورز، وقد بيعت هذه المركبة لأول مرة في ديسمبر 2006م في الولايات المتحدة الأمريكية، وبيعت في كندا والشرق الأوسط في يناير 2007 ومن ثم تصديرها إلى معظم دول العالم خلال العامين 2007م و2008م، حيث لاقت قبولاً من الوسط المستهلك وذلك لما تتمتع به من فخامة وراحة ورحابة وأناقة في التصميم كل هذه العوامل جعلت أكاديا تتفوق على عدد من قريناتها من نفس العلامة التجارية أمثال جي إم سي إنفوي وكما تتوقع الشركة الصانعة ازدياد أعداد المستهلكين لهذه المركبة في الأعوام القادمة في حالة استقرار أسعار المبيعات. كما أنها سيارة تتمتع بأسلوب بشكل رياضي وعائلي بنفس الوقت وتتميز بشكلها الخارجي الذي يدل على إبداع كبير من الشركة الأمريكية general motors فقد تفوقت على شبيهاتها أمثال mazda cx-9 وnissan pathfinder وبعض السيارات الأخرى من شركات مختلفة. تفوقت عليهن في بعض الجوائز العالمية كجائزة السلامة والأمان عام 2008 كأكثر السيارات أماناً لهذاالعام. كما تتميز مقصورتها الداخلية الفخمة لأبعد الحدود والواسعة أيضاً بثلاث صفوف من مقاعد الجلد لتتسع لـثماني ركاب بسهولة وهذا ما يجعلها سيارة عائلية من حيث سعتها ورفاهيتها حيث أن سقفها البانورامي بفتحتين سقف وشاشة DVD في المقصورة الخلفية من (panasonic) بالإضافة إلى الكثير الكثير من المميزات.للإطلاع أكثر الوصلة وهو ما يعطيها طابع الفخامة المبهرة كما تحتوي المقصورة الأمامية على نظام تكييف ديجيتال (وهو ما ينطبق على المقصورة الخلفية أيضاً) وشاشة كبيرة لها العديد من المهام كـ نظام الملاحة (Navigation system) كما أنها تتحول إلى آلة عرض للكاميرا الخلفية في حالة الرجوع إلى الخلف.
وقد شهدت موديلات أكاديا 2008 و 2009 مشاكل عديدة في نقال الحركة حينما قامت شركة جي إم سي بإستدعاء أكثر من 10 آلاف سيارة لإعادة تركيب علبة تروس جديدة ، المشكل الرئيسي كان يتضمن صعوبة في مرور الناقل بعد السير لمسافة 15000 كم. عزمت بعدها الشركة على إصلاح المشكل نهائياً بإصدار ناقل حركة جديد من 10 سرعات في موديل اكاديا 2020.

## المحرك
محرك أكاديا : 3.6L _ v6 بتسارع 0-100 كلم خلال 9 ثوان